# Rhopalomyia karatavica
Rhopalomyia karatavica är en tvåvingeart som beskrevs av Fedotova 1999. Rhopalomyia karatavica ingår i släktet Rhopalomyia och familjen gallmyggor. Inga underarter finns listade i Catalogue of Life.